# جسم عظمة الزند
جسم عظمة الزند في الطرف العلوي يعتبر منشوريا.

## صور

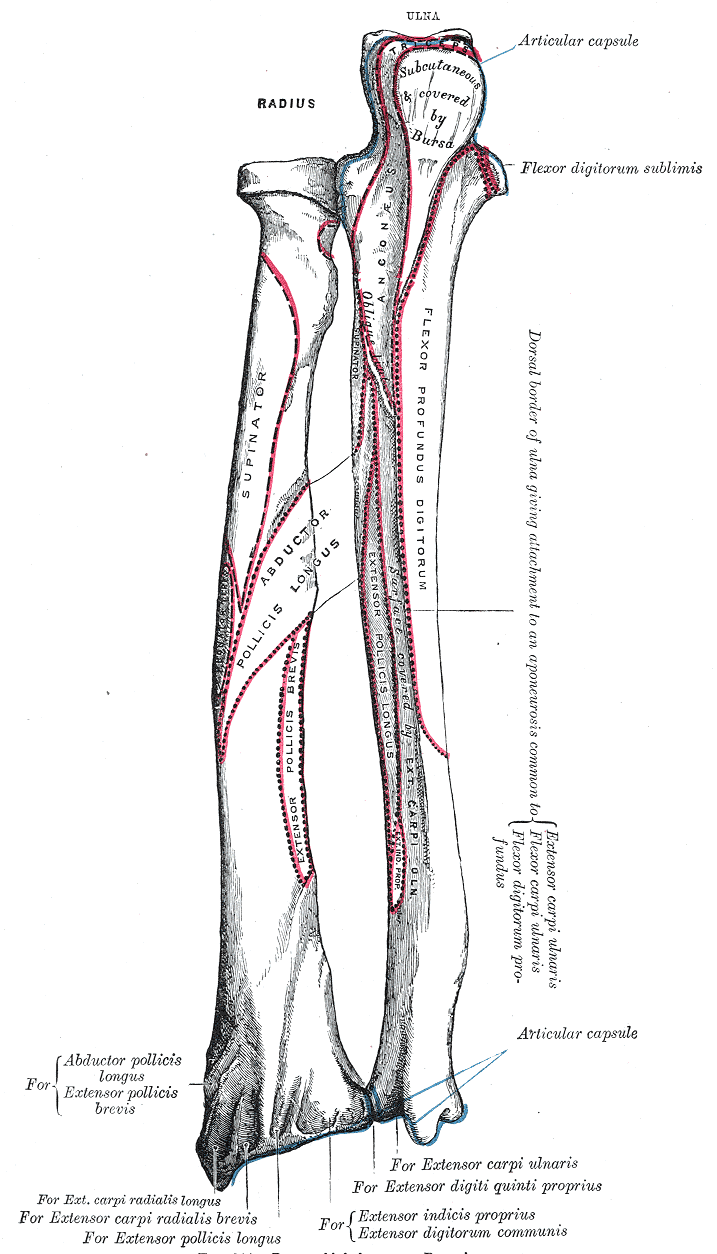
عظام الساعد الأيسر. الجانب الخلفي.